# ウィボー 280-T

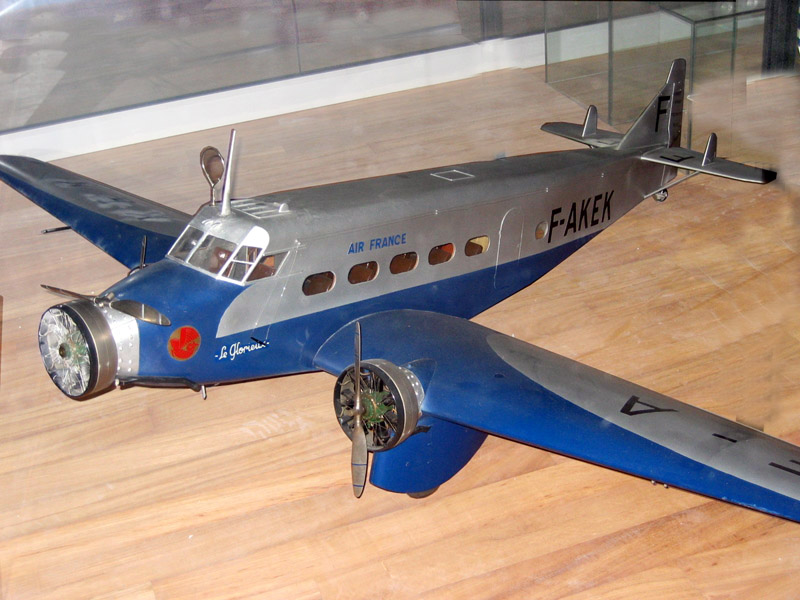
ウィボー 280のエールフランス仕様の塗装の模型

ウィボー 280-T（Wibaut 280-T）シリーズは、1930年代のフランスの旅客機である。10数機がエールフランス 、エールユニオンで運用された。
試作機のウィボー 280-Tは1930年11月に初飛行した。全金属製の方持ち単葉の三発旅客機であった。エンジンは300hpのイスパノ-ライト 9Qaエンジンが搭載されたが、すぐにノーム・ローヌ 7Kbエンジンに換装され、ウィボー 281-Tと改名された。ウィボー 281-Tの2号機はエンジンを350hpのノーム・ローヌ 7Kdエンジンに換装され、12座席となり、ウィボー 282-Tとされた。282-Tは7機が製造され、数機が1933年にエール・ユニオンのロンドン-パリ路線でVoile d'Or（英語でゴールデン・クリッパー）として運用された。燃料搭載量を増加させ、尾部を改造した283-Tが10機、製造され1934年に最初の1機が1934年にエールフランスに納入された。282-Tから283-Tに改造されたものもあった。後に軍に接収されて軍用輸送機として用いられたものもあった。

## 事故歴
- 1934年5月9日、エールフランスの F-AMHPがドーバー海峡に墜落し、6人が死亡した。
- 1934年5月19日、エールフランス機が燃料切れでクロイドン飛行場近くの、クリケット場に不時着し、10人の乗客、乗員のうち1人が負傷した。

## 派生型
- 280-T  - 原型機、Hispano-Wright 9Qa エンジン装備、1機生産、281-Tに改造される。
- 281-T  - ノーム・ローヌ 7Kbエンジン装備、2機目は282-Tに改造。
- 282-T  - ノーム・ローヌ 7Kdエンジン装備、生産型、7機生産。
- 283-T  - エール・フランス向け生産型。燃料タンク容量増加など。

## 要目 (283-T-12)
- 乗員：2名
- 乗客：12名
- 全長：17.00 m
- 全幅：22.61 m
- 全高：5.57 m
- 翼面積：64.40 m2
- 空虚重量：4,097 kg
- 全備重量：6,200 kg
- エンジン： 3 × Gnome-Rhône 7Kd, 350 hp
- 最高速度：198 km/h
- 航続距離：1,048 km